# Jan Jerzy (książę Saksonii-Weißenfels)
Johann Georg (ur. 13 lipca 1677 w Halle, zm. 16 marca 1712 w Weißenfels) – książę Saksonii-Weißenfels. Jego władztwo było częścią Świętego Cesarstwa Rzymskiego Narodu Niemieckiego. Pochodził z rodu Wettynów.
Był synem księcia Saksonii-Weißenfels Jana Adolfa I i jego żony księżnej Joanny Magdaleny Sachsen-Altenburg. Po śmierci ojca 24 maja 1697 wstąpił na tron Saksonii-Weißenfels. Z powodu małoletniości przez krótki czas regencję w jego imieniu sprawował elektor Saksonii Fryderyk August I.
7 stycznia 1698 w Jenie poślubił księżniczkę Saksonii-Eisenach Fryderykę Elżbietę. Para miała siedmioro dzieci:
- księżniczkę Fryderykę (1701-1706)
- księcia Jana Jerzego (1702-1703), następcę tronu
- księżniczkę Joanettę Wilhelminę (1704-1704)
- księżniczkę Joanettę Amalię (1705-1706)
- syna (1706-1706)
- księżniczkę Joannę Magdalenę (1708-1760), przyszłą księżną Kurlandii
- księżniczkę Fryderykę Amalię (1712-1714)

Po śmierci księcia Jana Jerzego jego następcą został młodszy brat Chrystian.